# 叶衡
叶衡（1121年—1183年）。婺州金华（今浙江省金华市）人，南宋宰相。

## 生平
南宋绍兴年间，叶衡考中进士。叶衡历任知州、知县，以地方政绩闻名。叶衡擢升为枢密院使，拜参知政事，参与朝中机务。后来又拜作右丞相兼枢密使，后罢相。宋孝宗淳熙十年夏五月卒，年六十二，赠资政殿学士。

## 著作
- 淳熙元年（1174年）十二月，叶衡在右丞相任上提举编修《三祖下上五世宗藩庆系录》

## 延伸阅读
[在维基数据编辑]
 《宋史·卷384》，出自脱脱《宋史》